# NORCECA Final Six femminile 2023
La NORCECA Final Six femminile 2023 si è svolta dal 20 al 26 agosto 2023 a Santo Domingo, in Repubblica Dominicana: al torneo hanno partecipato sei squadre nazionali nordamericane e la vittoria finale è andata per la prima volta agli Stati Uniti.

## Impianti
|                                                                             |  |  |
|                                                                             |  |  |
| Palacio del Voleibol Città: Santo Domingo Capienza: - Anno d'apertura: 2003 |  |  |

## Regolamento

### Formula
La formula ha previsto un girone all'italiana, al termine del quale:
- Le prime quattro classificate hanno acceduto alle semifinali, incrociandosi col metodo della serpentina.
- Le ultime due classificate hanno acceduto alla finale per il quinto posto.

A causa del passaggio della tempesta tropicale Franklin, il torneo è stato sospeso per motivi di sicurezza: conseguentemente due incontri in programma per il 22 agosto sono stati rinviati al 25 agosto, mentre tutti e tre gli incontri in programma per il 23 agosto sono stati rinviati alla mattina giorno seguente, dando luogo a un programma da sei gare il 24 agosto.

### Criteri di classifica
Se il risultato finale è stato di 3-0 sono stati assegnati 5 punti alla squadra vincente e 0 a quella sconfitta, se il risultato finale è stato di 3-1 sono stati assegnati 4 punti alla squadra vincente e 1 a quella sconfitta, se il risultato finale è stato di 3-2 sono stati assegnati 3 punti alla squadra vincente e 2 a quella sconfitta.
L'ordine del posizionamento in classifica è stato definito in base a:
- Numero di partite vinte;
- Punti;
- Ratio dei set vinti/persi;
- Ratio dei punti realizzati/subiti;
- Risultati degli scontri diretti.

## Squadre partecipanti
| Squadra         | Qualificazione      | Ultima partecipazione      |
| --------------- | ------------------- | -------------------------- |
| Canada          | Ranking NORCECA     | Repubblica Dominicana 2022 |
| Cuba            | Ranking NORCECA     | Repubblica Dominicana 2022 |
| Messico         | Ranking NORCECA     | Repubblica Dominicana 2022 |
| Porto Rico      | Ranking NORCECA     | Repubblica Dominicana 2022 |
| Rep. Dominicana | Paese organizzatore | Repubblica Dominicana 2022 |
| Stati Uniti     | Ranking NORCECA     | Repubblica Dominicana 2022 |

## Torneo

### Risultati
| 20 agosto 2023 Palacio del Voleibol, Santo Domingo Durata: 1h:33 - Spettatori: 1 000 | Cuba            | 3 - 0 | Porto Rico      | 25-21, 25-14, 25-18               |
| 20 agosto 2023 Palacio del Voleibol, Santo Domingo Durata: ? - Spettatori: ?         | Stati Uniti     | 3 - 0 | Canada          | 25-16, 25-11, 25-15               |
| 20 agosto 2023 Palacio del Voleibol, Santo Domingo Durata: 1h:12 - Spettatori: 2 000 | Rep. Dominicana | 3 - 0 | Messico         | 25-14, 25-18, 25-11               |
| 21 agosto 2023 Palacio del Voleibol, Santo Domingo Durata: 1h:53 - Spettatori: ?     | Messico         | 3 - 1 | Canada          | 25-22, 25-20, 17-25, 25-18        |
| 21 agosto 2023 Palacio del Voleibol, Santo Domingo Durata: 1h:07 - Spettatori: 500   | Stati Uniti     | 3 - 0 | Porto Rico      | 25-12, 25-15, 25-7                |
| 21 agosto 2023 Palacio del Voleibol, Santo Domingo Durata: 1h:59 - Spettatori: 1 000 | Cuba            | 2 - 3 | Rep. Dominicana | 14-25, 25-21, 16-25, 25-22, 10-15 |
| 22 agosto 2023 Palacio del Voleibol, Santo Domingo Durata: 1h:10 - Spettatori: ?     | Stati Uniti     | 3 - 0 | Messico         | 25-21, 25-9, 25-13                |
| 24 agosto 2023 Palacio del Voleibol, Santo Domingo Durata: 1h:11 - Spettatori: ?     | Messico         | 3 - 0 | Porto Rico      | 25-12, 25-15, 25-11               |
| 24 agosto 2023 Palacio del Voleibol, Santo Domingo Durata: 1h:21 - Spettatori: ?     | Stati Uniti     | 3 - 0 | Cuba            | 25-20, 25-15, 25-19               |
| 24 agosto 2023 Palacio del Voleibol, Santo Domingo Durata: 1h:27 - Spettatori: 200   | Rep. Dominicana | 3 - 0 | Canada          | 25-23, 25-16, 25-19               |
| 24 agosto 2023 Palacio del Voleibol, Santo Domingo Durata: 1h:55 - Spettatori: ?     | Messico         | 1 - 3 | Cuba            | 25-22, 25-27, 15-25, 21-25        |
| 24 agosto 2023 Palacio del Voleibol, Santo Domingo Durata: 1h:21 - Spettatori: 650   | Porto Rico      | 0 - 3 | Canada          | 20-25, 15-25, 19-25               |
| 24 agosto 2023 Palacio del Voleibol, Santo Domingo Durata: 2h:05 - Spettatori: 1 500 | Rep. Dominicana | 2 - 3 | Stati Uniti     | 21-25, 25-19, 27-25, 14-25, 5-15  |
| 25 agosto 2023 Palacio del Voleibol, Santo Domingo Durata: 2h:13 - Spettatori: ?     | Canada          | 3 - 2 | Cuba            | 21-25, 23-25, 25-18, 25-18, 15-13 |
| 25 agosto 2023 Palacio del Voleibol, Santo Domingo Durata: 1h:05 - Spettatori: ?     | Rep. Dominicana | 3 - 0 | Porto Rico      | 25-6, 25-8, 25-11                 |

### Classifica
| Pos. | Squadra         | Pt | G | V | P | SV | SP | Ratio | PF  | PS  | Ratio |
| ---- | --------------- | -- | - | - | - | -- | -- | ----- | --- | --- | ----- |
| 1.   | Stati Uniti     | 23 | 5 | 5 | 0 | 15 | 2  | 7,500 | 409 | 265 | 1,543 |
| 2.   | Rep. Dominicana | 20 | 5 | 4 | 1 | 14 | 5  | 2,800 | 425 | 324 | 1,311 |
| 3.   | Cuba            | 13 | 5 | 2 | 3 | 10 | 10 | 1,000 | 417 | 431 | 0,967 |
| 4.   | Messico         | 10 | 5 | 2 | 3 | 7  | 10 | 0,700 | 339 | 372 | 0,911 |
| 5.   | Canada          | 9  | 5 | 2 | 3 | 7  | 11 | 0,636 | 368 | 395 | 0,931 |
| 6.   | Porto Rico      | 0  | 5 | 0 | 5 | 0  | 15 | 0,000 | 204 | 375 | 0,544 |

      Qualificata alle semifinali per il primo posto.
      Qualificata alla finale per il quinto posto.

### Fase finale

#### Finale 1º e 3º posto
|  | Semifinali | Semifinali      | Semifinali |                 |   | Finale      | Finale          | Finale |
|  |            |                 |            |                 |   |             |                 |        |
|  | 1          | Stati Uniti     | 3          |                 |   |             |                 |        |
|  | 1          | Stati Uniti     | 3          |                 |   |             |                 |        |
|  | 4          | Messico         | 0          |                 |   |             |                 |        |
|  | 4          | Messico         | 0          |                 | 1 | Stati Uniti | 3               |        |
|  |            |                 |            |                 | 1 | Stati Uniti | 3               |        |
|  |            |                 |            |                 |   | 2           | Rep. Dominicana | 1      |
|  | 2          | Rep. Dominicana | 3          |                 |   | 2           | Rep. Dominicana | 1      |
|  | 2          | Rep. Dominicana | 3          |                 |   |             |                 |        |
|  | 3          | Cuba            | 0          |                 |   |             |                 |        |
|  | 3          | Cuba            | 0          | Finale 3° posto |   |             |                 |        |
|  |            |                 |            |                 |   |             |                 |        |
|  |            |                 |            |                 |   | 3           | Cuba            | 3      |
|  |            |                 |            |                 |   | 3           | Cuba            | 3      |
|  |            |                 |            |                 |   | 4           | Messico         | 1      |

##### Semifinali
| 25 agosto 2023 Palacio del Voleibol, Santo Domingo Durata: 1h:25 - Spettatori: ? | Rep. Dominicana | 3 - 0 | Cuba   | 25-14, 25-21, 25-19 |
| 25 agosto 2023 Palacio del Voleibol, Santo Domingo Durata: 1h:06 - Spettatori: ? | Porto Rico      | 3 - 0 | Canada | 25-11, 25-10, 25-15 |

#### Finale 5º posto
| 26 agosto 2023 Palacio del Voleibol, Santo Domingo Durata: 1h:11 - Spettatori: ? | Canada | 3 - 0 | Porto Rico | 25-12, 25-12, 25-13 |

##### Finale 3º posto
| 26 agosto 2023 Palacio del Voleibol, Santo Domingo Durata: 1h:55 - Spettatori: 4 000 | Messico | 1 - 3 | Cuba | 25-22, 17-25, 17-25, 18-25 |

##### Finale
| 26 agosto 2023 Palacio del Voleibol, Santo Domingo Durata: 2h:10 - Spettatori: 6 000 | Stati Uniti | 3 - 1 | Rep. Dominicana | 24-26, 25-18, 25-20, 25-21 |

## Classifica finale
| Pos     | Squadra         | Rosa |
| ------- | --------------- | --- |
| Oro     | Stati Uniti     | Formazione: 3 White, 13 Wilhite, 19 J. Gray, 21 Lee, 25 Nuneviller, 30 Hart, 34 Samedy, 36 Gates, 37 Haneline, 38 Fleck, 39 Mims, 41 Eggleston, 43 S. Gray, 44 Hilley, CT: Rostratter                  |
| Argento | Rep. Dominicana | Formazione: 1 Arias, 2 Rodríguez, 3 Eve, 4 Peralta, 7 Marte, 11 Ge. González, 12 Pérez, 15 Guillén, 16 Peña, 18 de la Cruz, 20 B. Martínez, 21 J. Martínez, 23 Ga. González, 25 L. Martínez, CT: Kwiek |
| Bronzo  | Cuba            | Formazione: 2 Madán, 5 Martínez, 7 Leliebre, 8 Pérez, 10 Miranda, 11 G. Moreno, 12 Cesé, 15 Aguilera, 19 Suárez, 20 Finé, 24 T. Moreno, 25 Vila, CT: García                                            |
| 4.      | Messico         | Formazione: 4 Rodríguez, 6 Castro, 9 Vela, 10 Siller, 12 Landeros, 15 Rivera, 17 Bernal, 19 Trejo, 22 Elicerio, 33 Flores, CT: Negro                                                                   |
| 5.      | Canada          | Formazione: 5 Noble, 6 Calnan, 9 Plouffe, 12 Allard, 14 Attieh, 20 Borowski, 21 Heppell, 25 Grills, 27 Thokbuom, 28 Surinx, 29 Marshall, 31 Rivest, 32 Fayad, CT: O'Dwyer                              |
| 6.      | Porto Rico      | Formazione: 1 Carabello, 2 Ceballos, 6 Santiago, 7 N. Sánchez, 9 Vega, 10 Lasanta, 11 Mateo, 12 Soto, 18 K. Sánchez, 20 Cerame, CT: Morales                                                            |

## Premi individuali
| Premio                 | Nome               | Squadra         |
| ---------------------- | ------------------ | --------------- |
| MVP                    | Simone Lee         | Stati Uniti     |
| Miglior realizzatrice  | Karen Rivera       | Messico         |
| Miglior servizio       | Jasmine Rivest     | Canada          |
| Miglior difesa         | Joseline Landeros  | Messico         |
| Miglior ricevitrice    | Ellemay Miranda    | Cuba            |
| Miglior palleggiatrice | María Vela         | Messico         |
| Miglior opposto        | Gaila González     | Rep. Dominicana |
| Miglior schiacciatrice | Simone Lee         | Stati Uniti     |
| Miglior schiacciatrice | Ivy Vila           | Cuba            |
| Miglior centrale       | Laura Suárez       | Cuba            |
| Miglior centrale       | Geraldine González | Rep. Dominicana |
| Miglior libero         | Ellemay Miranda    | Cuba            |